# Saxton, Pennsylvania
Saxton là một thị trấn thuộc quận Bedford, tiểu bang Pennsylvania, Hoa Kỳ. Năm 2010, dân số của thị trấn này là 736 người.